# Ingen plockar Howard
Ingen plockar Howard (original Howard the Duck) är en amerikansk långfilm från 1986 i regi av Willard Huyck.

## Handling
I en fjärran galax ligger en planet som är helt lik Jorden förutom att det istället för människor finns antropomorfa ankor. Ankan Howard kommer hem från jobbet en kväll när både han och hans TV-soffa sugs upp i rymden och transporteras till Jorden. Han kraschar till marken på en bakgata i Cleveland men blir omhändertagen av rocksångerskan Beverly. Howards resa genom rymden verkar ha något att göra med ett experiment av den galne vetenskapsmannen Walter Jenning.

## Om filmen
Filmen är inspirerad av Marvels seriefigur Howard the Duck. Ingen plockar Howard floppade både kommersiellt och bland kritikerna. I Sverige hade den premiär den 12 december 1986 på Prisma och DownTown i Göteborg, i Stockholm visades den på Spegeln.

## Roller
- Lea Thompson - Beverly
- Tim Robbins - Phil Blumburtt, laboratorieassistent
- Jeffrey Jones - Doktor Walter Jenning
- Chip Zien - Ankan Howards röst